# Šumska mjehurica
Šumska mjehurica (ljoskavac, pljuskavac, gospina jagoda, pogančeva trava; lat. Alkekengi officinarum, sin. Physalis alkekengi) biljka je iz porodice Solanaceae. Plodovi ove biljke jestivi su u zrelom stanju. Koristi se i kao ljekovita biljka. Raširena je po velikim dijelovima Europe, zapadnoj i srednjoj Aziji, Krasnojarskom kraju, Zakavkazju i dijelovima Kine. Kod nas raste po šumama i zapuštenim mmjestima.
Ime mjehurica došlo je po tome što je nekada uključivana u rod mjehurica (Physalis). Danas je jedina vrstau svome rodu.

## Sastav
Plodovi sadrže oko 43,4 mg % askorbinske kiseline. Čašice plodova sadrže oko 0,12 % fizalina A i B. Biljka sadrži saponine, flavonoide i alkaloide.

## Uporaba u narodnoj medicini
Čaške plodova (mjehuri), koje su vrlo gorke koriste se kod angine, kašlja, te za poticanje mokrenja. Plodovi kod angine, gonoreje, visokog tlaka.